# Little Green Bag
Little Green Bag è un singolo del cantante olandese George Baker, inciso con il suo gruppo George Baker Selection a proprie spese. Scritto dallo stesso George Baker (accreditato come Hans Bouwens) in collaborazione con Jan Visser, il brano è stato pubblicato nel 1969 su disco in vinile dalla Negram. Il lato B conteneva "Pretty Little Dreamer". L'anno successivo, il singolo è stato inserito nel primo album edito dalla George Baker Selection, intitolato Little Green Bag.
Il brano ha raggiunto la nona posizione nella Dutch Top 40 e la terza posizione nella classifica belga. Nell'estate del 1970 ha raggiunto la sedicesima posizione nella classifica Cash Box e la ventunesima nella Billboard Hot 100 statunitense. Nel 1992, il regista Quentin Tarantino ha usato il brano di Baker come colonna sonora del film cult Le iene durante la presentazione dei titoli di testa, rilanciando notevolmente la notorietà del brano stesso a livello mondiale.

## Cover
Durante gli anni settanta Luigi Albertelli ha riadattato la canzone in italiano, realizzando la cover Un passatempo cantata da Nada. Nello stesso periodo I Punti Cardinali hanno inciso La borsetta verde traducendo il titolo in italiano.
Altra cover è quella pubblicata nel 1999 da Tom Jones in collaborazione con il gruppo canadese Barenaked Ladies all'interno dell'album Reload.